# Hal C. Hillmann
Hal C. Hillmann, eigentlich Hermann Christian Hillmann (geboren 24. Dezember 1910 in Kiel; gestorben 24. Oktober 1990 in Windermere) war ein deutsch-britischer Nationalökonom.

## Leben und Tätigkeit
Hillmann erhielt zunächst eine Ausbildung zum Tischler. 1931 machte er das Abitur nach und nahm anschließend das Studium der Volkswirtschaftslehre an der Universität Kiel auf, wo Adolph Löwe und Gerhard Colm zu seinen Lehrern gehörten. Während dieser Zeit arbeitete er am Institut für Weltwirtschaft und Seeverkehr in Kiel an der Erstellung der Deutschen Hochschulstatistik mit. 1932 wurde er Assistent von Colm, zu diesem Zeitpunkt Professor für Wirtschaftliche Staatswissenschaften.
Nach dem Machtantritt der Nationalsozialisten im Frühjahr 1933 wurde Hillmann im April 1933 aufgrund seiner Betätigung als Vorsitzender der sozialdemokratischen Studentenorganisation in Kiel aus dem Universitätsdienst entlassen und kurz danach in Haft genommen: Er wurde vier Monate lang in einem Umerziehungslager festgehalten. 1934 emigrierte er daraufhin nach Großbritannien, wo er sein Studium 1935 an der University of St Andrews mit einem Master-Abschluss abschloss.
Im Herbst 1935 wurde Hillmann als Economic Investigator an der Dundee School of Economics eingestellt. 1936 wechselte er als Forschungsassistent an die University of Manchester. 1940 wurde er in Großbritannien eingebürgert: Im selben Jahr erhielt er eine Stellung im Planungsstab von Arnold J. Toynbee an der University of Oxford. Während des Zweiten Weltkrieges war er in der Deutschlandabteilung des Chatham House tätig, wo er mit der Analyse der deutschen Kriegswirtschaft und später mit dem Studium von Wirtschaftsproblemen, die nach dem Frieden eintreten würden, befasst war. 1945 begleitete er Toynbee an das Royal Institute of International Affairs.
1948 erhielt Hillmann eine Anstellung als Lecturer in Economics an der University of Leeds, wo er bis zu seiner Emeritierung im Jahr 1976 – seit 1956 im Rang eines Senior Lecturer – tätig blieb. Zwischendurch verbrachte er ein Jahr als Research Fellow am Nuffield College.

## Schriften
- „Comparative Strength of the Great Powers“, in: Arnold Toynbee/F.T. Ashton-Gwatkin (Hrsg.): The World in March 1939, Oxford 1952, S. 366–507.
- Economic Issues. A Financial and Economic Debate in the Critical Years 1954-57, 1957.